# Aghlad

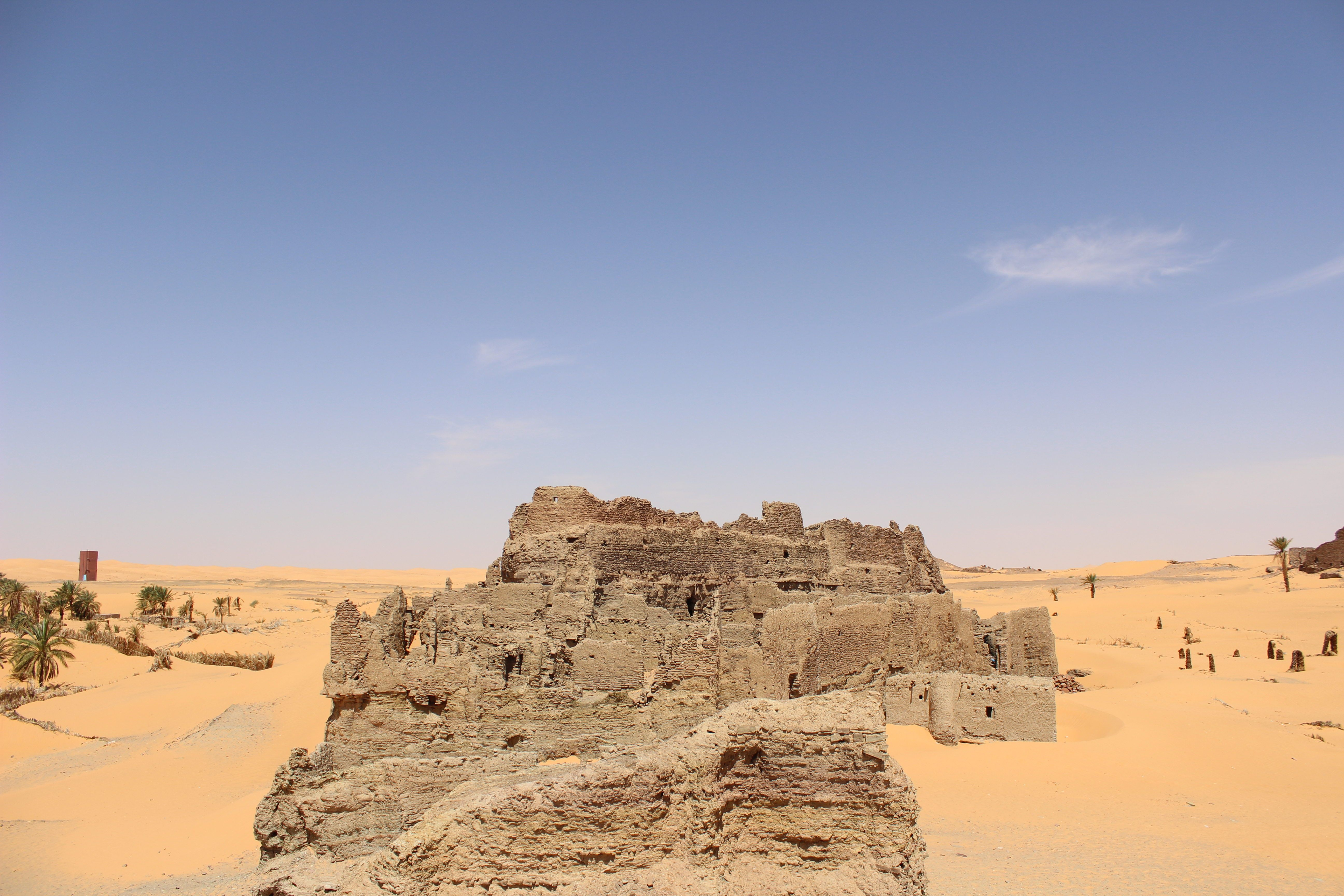
le Ksar de aghlad près de timimoune

Aghlad  ou Arhlad (en arabe : أغلاد) est un ksar au Sahara algérien dans la région du Gourara au nord-ouest de Timimoun. Aghlad se trouve entre deux ksour qui ont joué un rôle important dans l'histoire du Gourara; Tin Ziri et Ouled Said.

## Histoire
Il est possible que dans le ksar d'Aghlad aient cohabité deux communautés, une juive et l'autre berbère et que cette population était sous l'autorité de Bu-Saàd Zenati dont le pouvoir s'exerçait sur Aghlad et l'ensemble du Gourara.
Vers l'an 1240 les Ouled Sidi Ammar Ben Youcef arrivés de Fès à Aghlad. Ils ont acheté des terres auprès des juifs et ils ont travaillé trois Fougaras "Musa", "Othman" et "Bu-Amran". Après un siècle (1340 J.C) les Ouled Al-Hadj Ali sont arrivés du Maghreb accompagner par les Ouled Kassu.
La troisième tribu est les Ouled Mahalli, leur ancêtre Abu Mahali originaire de Sijilmassa au sud du Maroc était installé à Beni Abbes de la Saoura, partira en effet à l'assaut du pouvoir et parvient même à être un moment roi de Marrakech (1610-1613). Abu Mahali laisse sa famille à Beni Abbes, en craignant des représailles ils se réfugient dans Aghlad en 1620.
La dernière tribu qui s'installe à Aghlad est les Bekku qui est partie du Maghreb pour Badriyan et de là s'est déplacée vers Aghlad en l'an 1700. Ils y ont bénéficié de terres auprès des Ouled Al-Hadj Ali.
Aghlad depuis plusieurs siècles est en ruines, contrairement à Ouled Said qui a connu un développement continu au long de son histoire. Il ne reste à Aghlad que deux ou trois familles qui ont réoccupé les forteresses ruinées.